# Thomas Platter el Viejo

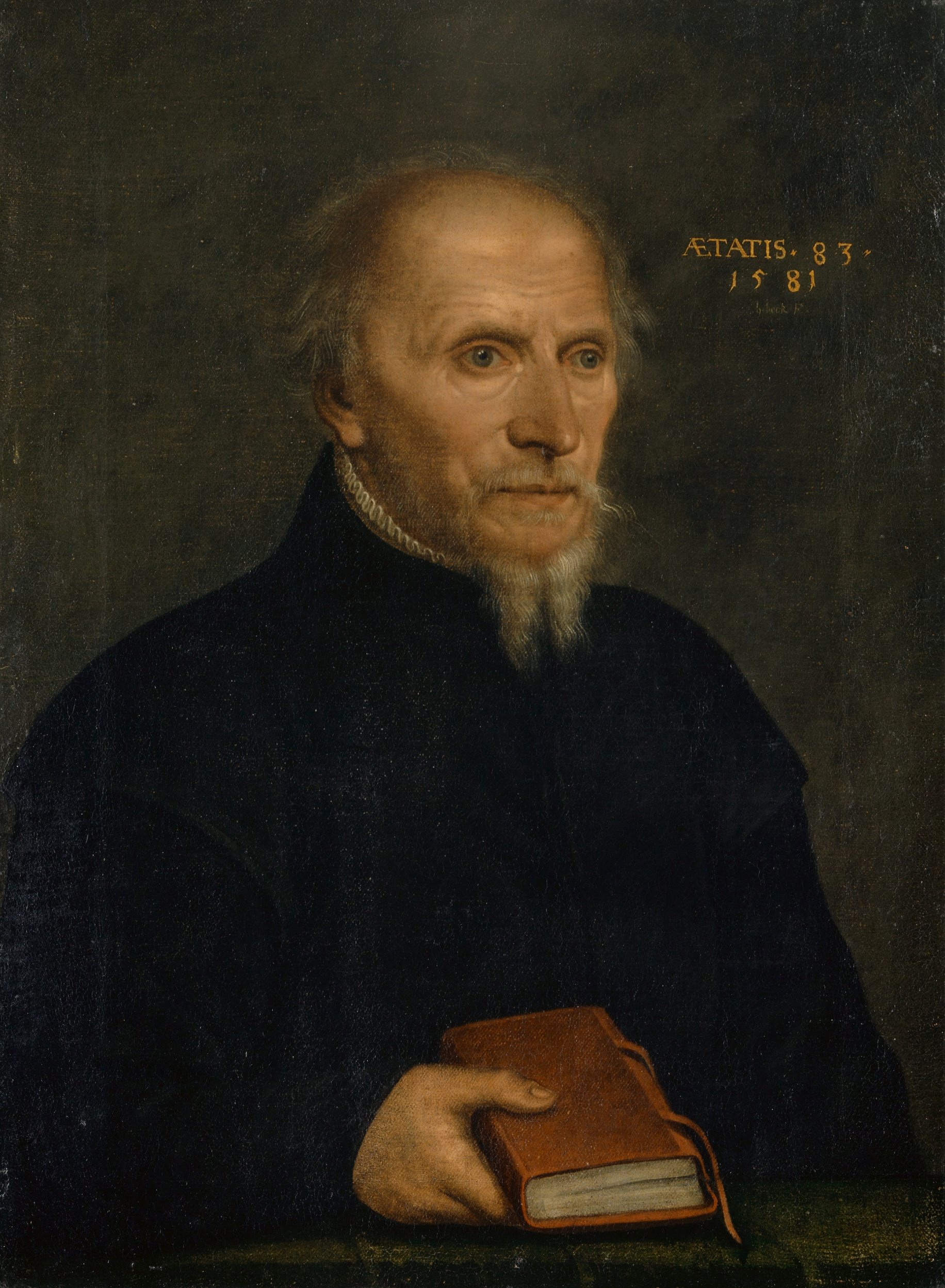
Hans Bock el Viejo: Retrato de Thomas Platter, 1581. Museo de Arte de Basilea

Thomas Platter el Viejo , Grächen, Cantón del Valais, 10 de febrero de 1499; Basilea, 26 de enero de 1582) fue un erudito humanista suizo que dejó una autobiografía en la que describe su ejemplar trayectoria desde niño pastor y estudiante itinerante hasta seguidor de la Reforma, impresor y profesor de lenguas antiguas en Basilea.

## Biografía
Según sus propias declaraciones, Thomas Platter nació el 10 de febrero de 1499 en Grächen, en el cantón del Valais. Su padre, Anthoni Platter, fallecido prematuramente, se abastecía cada otoño de lana que compraba en la zona de Berna. Tenía varios hermanos y, de los matrimonios posteriores de su madre, Ammili Summermatter, también tenía medio hermanos.
En su autobiografía describe su dura infancia en las montañas del Valais, que pasó cuidando cabras y vacas con sus parientes. Después, como estudiante itinerante, primero como Schütze (joven estudiante que se une a un estudiante mayor o «bacante»). y sirviente de un bacante, a cuya subsistencia contribuía en parte cantando y mendigando en condiciones precarias, vagó durante ocho años hasta llegar a Meissen, Silesia, Polonia y Hungría. En 1517 asistió a la escuela de latín de Schlettstadt. A partir de 1523 recibió clases en Zúrich como alumno y pupilo de Oswald Myconius en la escuela «Fraumünster». Profundamente impresionado por los sermones de Ulrich Zwingli, pronto comenzó a trabajar como profesor particular de griego y hebreo, al tiempo que aprendía los fundamentos del oficio de cordelero. Hacia 1529 se casó con Anni Dietschin, de Dübendorf, a quien había conocido cuando era criada de Oswald Myconius. De este primer matrimonio nacieron cuatro hijos, tres mujeres y un varón, Felix, que más tarde se convertiría en un conocido médico y anatomista de la ciudad. Las tres hijas murieron a causa de la peste.
Tras una permanencia en el Valais y otra en Porrentruy, Thomas Platter se estableció en Basilea. Ello ocurrió  después de haber sido testigo ocular de la batalla de Kappel en 1531. Ya en Basilea, hacia 1535, se hizo cargo, junto con Johannes Oporinus, Balthasar Lasius (Ruch) y Robert Winter, de la imprenta de Andreas Cratander.Sin embargo, sus libros no solían aparecer bajo el nombre de los cuatro socios, por lo que en 1536 solo figuran Platter y Lasius en su impresión más famosa: se trata de la primera versión de la “'Christianae religionis Institutio”' de Juan Calvino, que más tarde se convertiría en el reformador de Ginebra. En 1544, la imprenta fue vendida a Pietro Perna. Además de su actividad como impresor, Thomas Platter trabajó como profesor de griego en la «Escuela del Castillo» (hoy Gymnasium am Münsterplatz). Tras la venta de la imprenta a Pietro Perna en 1544, se convirtió en rector de la escuela, cargo que ocupó hasta 1578. También regentaba una pensión para cuarenta alumnos. Thomas Platter se hizo acaudalado y estaba orgulloso de su ascenso, el que incluyó la adquisición de varias casas en la ciudad y una finca rural.
Tras enviudar de su primera esposa, se casó en 1572 con Hester Gross, hija de Nicolaus Megander, que era sacerdote en Lützelflüh. De este matrimonio nacieron otros seis hijos, entre ellos Thomas Platter el Joven.
Platter dedicó su autobiografía a su hijo mayor, Felix, cuya carrera como médico en ciernes siguió de cerca. Su hijo Thomas Platter el Joven, educado en parte por su hermano Félix, fue profesor de medicina y rector de la Universidad de Basilea.
Por curiosidad científica, Thomas Platter el Viejo se interesó por la medicina y, junto con el cirujano Jeckelmann, que ya había sido asistente de Andreas Vesalius, llegó incluso a realizar una disección anatómica.
El Museo de Arte de Basilea conserva en su colección permanente un retrato de Platter realizado en 1581 por Hans Bock el Viejo.
Thomas Platter murió en 1582. Su tumba se encuentra en el claustro de la catedral de Basilea.

### Sobre su biografía
- Thomas Platter: Die will du, Lieber sun Felix […]. 1572. Manuscrito en la Biblioteca Universitaria de Basilea: doi:10.7891/e-manuscripta-13858.
- Fechter, Daniel Albert (ed.): Thomas Platter und Felix Platter: zwei Autobiographieen. Ein Beitrag zur Sittengeschichte des XVI. Jahrhunderts Seul und Mast, Basilea 1840..
- Boos, Heinrich (ed.): Thomas und Felix Platter. Zur Sittengeschichte des 16. Jahrhunderts (Thomas y Felix Platter. Sobre la historia de las costumbres del siglo XVI). Hirzel, Leipzig, 1878.
- Burkhardt, Achilles  (ed.): Thomas Platters Briefe an seinen Sohn Felix (Cartas de Thomas Platter a su hijo Felix). Deloff, Basilea, 1890.
- Fischer, Otto  (ed.): Thomas und Felix Platters und Agrippa d’Aubignés Lebensbeschreibungen. Mörike, Múnich, 1911, aquí: pp. 15-168.
- Kohl, Horst  (ed.): Thomas Platter. Ein Lebensbild aus dem Jahrhundert der Reformation (Thomas Platter. Un retrato de la vida en el siglo de la Reforma) (= Voigtländers Quellenbücher, vol. 21). R. Voigtländers Verlag, Leipzig, 1912.
- Hartmann, Alfred (ed.): Thomas Platter: Lebensbeschreibung (Thomas Platter: biografía). 1944; 3.ª edición. Basilea, 2006, ISBN 978-3-7965-1372-5.